# Vargha Irén
Vargha Irén névvariáns Varga (Budapest, 1926. július 2. –) Jászai Mari-díjas magyar színésznő.

## Életpályája
Színészi diplomáját 1952-ben vehette át a Színház- és Filmművészeti Főiskola távoktatási tagozatán. Pályája azonban korábban indult, 1946-ban a Magyar Színházban, a Hajrá című darabban Olját alakította. 1950-től a Miskolci Nemzeti Színház társulatának tagja volt. 1970-től a Szegedi Nemzeti Színházhoz szerződött. 1974-től a Madách Színház-ban lépett fel. Drámai hősnőket és karakterszerepeket alakított. Epizodistaként számos filmben szerepelt, nyugdíjasként is foglalkoztatták. 1964-ben Jászai Mari-díjat kapott.
Férje Némethy Ferenc, Jászai Mari-díjas színész, érdemes művész volt.

## Fontosabb színházi szerepeiből
- William Shakespeare: 
  - Rómeó és Júlia – Capuletné
  - Szentivánéji álom – Hippolyta, amazon királynő
  - A windsori víg asszonyok – Fürgéné, Caius doktor gazdasszonya
- Friedrich Dürrenmatt: 
  - János király – Eleonóra királyné, János anyja
  - Fizikusok – Mathilde von Zahnd, doktorkisasszony, elmeorvos
- Federico García Lorca: Bernarda Alba háza – Poncia
- Lev Nyikolajevics Tolsztoj: Háború és béke – Marja, Andrej húga
- Nyikolaj Vasziljevics Gogol: Leánynéző – Dunyácska
- Makszim Gorkij: Vássza Zseleznova – Anna
- Tennessee Williams: Múlt nyáron hirtelen – Mrs. Venable
- George Bernard Shaw: Pygmalion – Higginsné
- Bertolt Brecht: 
  - Arturo Ui – Asszony
  - Koldusopera, avagy Bicska Maxi tündöklése és bukása – Betty
- Szophoklész: Antigoné – Eurüdiké
- Arisztophanész: Lysistraté – Lampitó
- Peter Shaffer: Játék a sötétben – Miss Furnival
- Karel Čapek: Harc a szalamandrákkal – Emma, Rudolf felesége
- Harriet Beecher Stowe: Tamás bátya kunyhója – Eliza
- Gabriela Zapolska: Dulszka asszony erkölcse – Hanka, szolgáló
- Vörösmarty Mihály: Csongor és Tünde – Éj
- Madách Imre: Az ember tragédiája – Cluvia; Heléne
- Katona József: Bánk bán – Melinda
- Szigligeti Ede: A csikós – Leány
- Jókai Mór: A kőszívű ember fiai – Plankenhorst Alphonsine
- Mikszáth Kálmán: A Noszty fiú esete Tóth Marival – Kapitányné
- Heltai Jenő: A néma levente – Monna Mea
- Molnár Ferenc: Egy, kettő, három – Posner kisasszony
- Móricz Zsigmond: 
  - Légy jó mindhalálig – Viola
  - Nem élhetek muzsikaszó nélkül – Mina néni
- Illyés Gyula: Ozorai példa – Julika
- Háy Gyula: Az élet hídja – Erzsi, Bódog felesége
- Németh László: A csapda – Bjeloszelszkája hercegnő
- Örkény István: Tóték – Tótné
- Fejes Endre: Rozsdatemető – Pék Mária
- Sándor Iván: Tiszaeszlár – Solymosi Jánosné
- Karinthy Ferenc: 
  - Ezer év – Szabó Júlia
  - Budapesti tavasz – Turnovszkyné
- Fejér István: Bekötött szemmel – Magda
- Gyárfás Miklós: Hatszáz új lakás – Nagy Klári, mérnök
- Darvas József: Hajnali tűz – Varga Mihályné
- Gáspár Margit: Hamletnek nincs igaza – Kalotai Lili
- Szabó Magda: Régimódi történet – Bartókné
- Sándor Kálmán: A harag napja – Magda
- Sipkay Barna: A világ peremén – Betty
- Csizmarek Mátyás: A borjú – Bori, Tajtiék leánya
- Sós György: 
  - Három kívánság – Bodzás Mártonné
  - Pettyes – Bodó Ágnes őrmester
- Major Ottó: Határszélen – Juliska
- Sásdi Sándor: Cseresznyevirág – Kati
- René Arout – Gabriel Arout: Férjem a háziasszony – Juliette, a professzor felesége
- Barry Conners: Fruska – Grace
- Howard Fast: Harminc ezüstpénz – Hilda, szobalány
- Jurij Szergejevics Miljutyin: Havasi kürt – Anka
- Grimm fivérek: Hamupipőle – Tündér

## Filmek, tv
- Szeretnék csákót csinálni (1968)
- A visszaeső bűnös (1971)
- Tisztesség, becsület (1972)
- Az 1001. kilométer (1973)
- Az ördög cimborája (1973)
- Kincskereső kisködmön (1973) –  Bordácsné
- Irgalom (1973)
- És mégis mozog a föld (1973)
- Ki van a tojásban? (1974) – Zekéné
- Az éhes hajó (1974)
- A 78-as autóbusz útvonala (1974) – Utas
- Egy óra múlva itt vagyok (sorozat)

- A Mephisto akció című rész (1975) – Öregasszony
- Zöld dió (1976)
- Utolsó padban (1976) – Laki néni
- Győzelem (1977)
- Holnap is élünk (1977) – Juliska
- Katonák (1978)
- Legato (1978) – Lenke, a textilfestőnő
- Holló a hollónak (1978)
- Fent a Spitzbergáknál (1978)
- Látástól vakulásig (1978)
- Küszöbök (1979)
- Egyszál magam (1979)
- Az utolsó nap (1979)
- Ez a Józsi ez a Józsi (1980) – Házmesterné
- Megtörtént bűnügyek (sorozat)

- A holtak nem beszélnek című rész (1980) – Gruberné
- A tenger (1982)
- Aranykor (1984)
- Különös házasság (sorozat) 2. rész (1984)
- A falu jegyzője (1986)
- Hol volt, hol nem volt (1987)
- Nyolc évszak (sorozat) 5. rész (1987)
- A védelemé a szó (sorozat)

- Törvény és remény című rész (1988) – Kecskés édesanyja
- A főügyész felesége (1990)